# Manitoba Highway 1
Der Highway 1 in der östlichsten kanadischen Prärieprovinz Manitoba zählt zum Trans-Canada Highway-Systems. Weiterhin ist er, als sogenannte Core Route, Bestandteil des kanadischen National Highway System. Der Highway hat eine Länge von 490 km und führt quer in West-Ost-Richtung durch die gesamte Provinz. Der Beginn des Highways liegt an der Grenze zu Saskatchewan bei der Gemeinde Elkhorn, das Ende bei West Hawk Lake an der Grenze zu Ontario.

## Streckenbeschreibung

### Saskatchewan – Portage la Prairie
Der Highway ist die Fortsetzung des Highway 1 der Provinz Saskatchewan. Im westlichen Teil der Provinz ist er vierspurig ausgebaut. Er verläuft in südöstlicher Richtung vorbei an den Gemeinden Elkhorn und Virden. Östlich von Virden trifft er auf das Tal des Assiniboine River. Diesem folgt er bis nach Brandon, der zweitgrößten Stadt Manitobas. Der Highway verläuft nördlich der Stadt und trifft dort auf Highway 10. Über Highway 10 wird auch der Flughafen von Brandon erschlossen, der nördlich der Stadt liegt. Der Highway verlässt das Tal des Assiniboine Rivers und folgt weiter nach Osten. Nördlich von Carberry kreuzt Highway 5 und bei Austin Highway 34. 10 km vor Erreichen von Portage la Prairie mündet Highway 16 in Highway 1 ein. Highway 16 ist Teil des sogenannten Yellowhead Highways und somit auch Teil des Trans-Canada Highway Systems. Bis nach Winnipeg ist daher auch Highway 1 mit dem Yellowhead Zeichen ausgeschildert. Kurz vor Portage la Prairie überquert der Highway die  Assiniboine Diversion. Dies ist ein künstlich angelegter Abfluss des Assiniboine Rivers, der zur Hochwasserregulierung einen Teil des Flusswassers in den ca. 30 km entfernten Lake Manitoba abführt. Hinter dieser Brücke teilt sich der Highway. Die klassische Route führt durch das Zentrum der Stadt, für den Durchgangsverkehr führt der Highway jedoch in einer Umfahrung südlich um die Stadt herum.

### Portage la Prairie – Winnipeg – Ontario

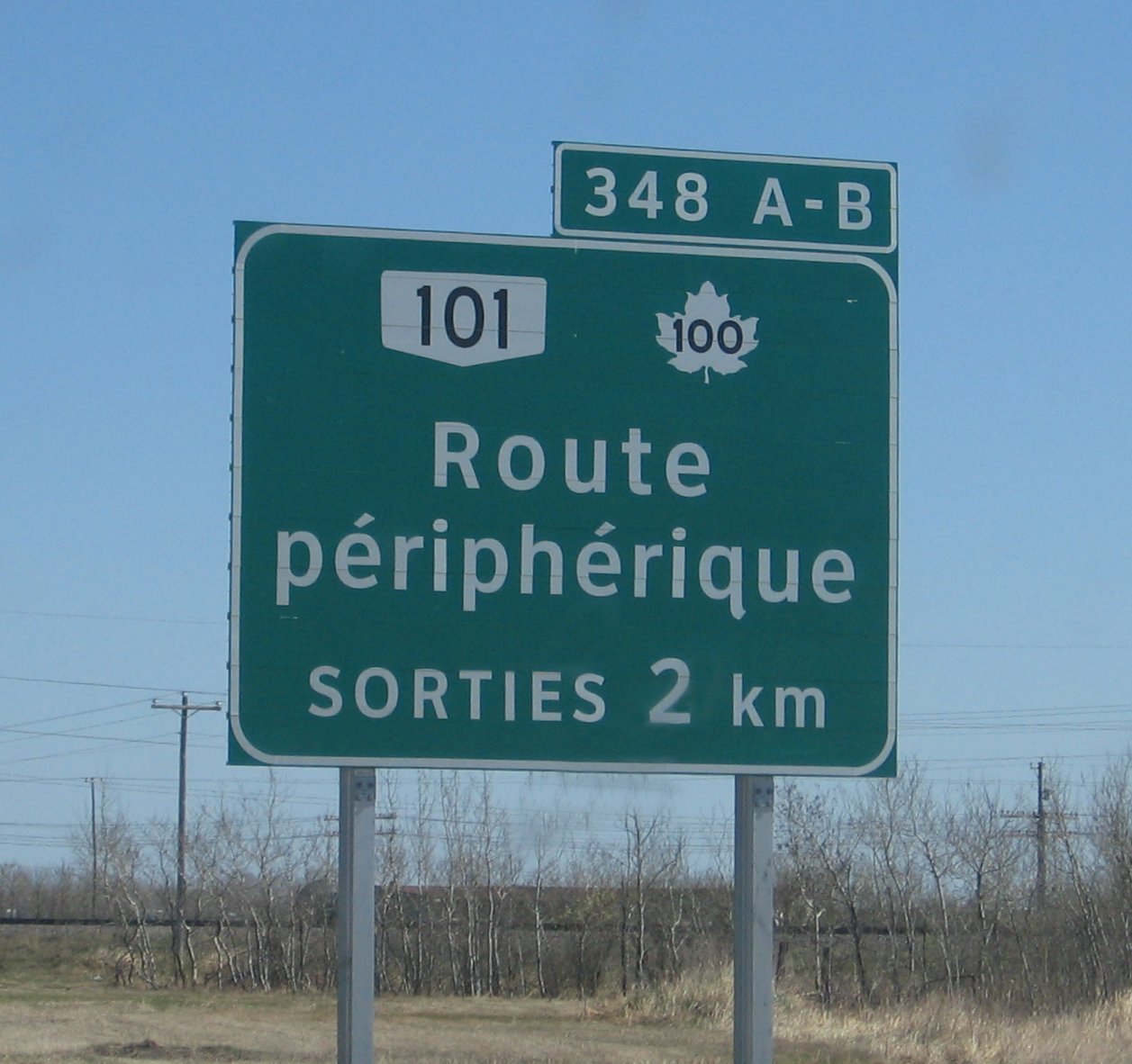
Französischsprachiges Schild bei Winnipeg

Die Route führt weiter nach Osten. Der Assiniboine River wird direkt hinter Portage la Prairie nochmals überquert sowie beim Beaudry Provincial Park ein weiteres Mal. Damit erreicht die Route den Großraum Winnipeg. Vor Erreichen der Stadtgrenze stößt der Highway auf den Außenring, der Winnipeg umschließt. Die südliche Umfahrung stellt Highway 100 dar, die nördliche Highway 101. Highway 100 wird dabei mit Trans-Canada Zeichen ausgeschildert. Highway 1 führt in die Innenstadt hinein. An der westlichen Stadtgrenze kreuzt Highway 90, der nach Norden hin den Winnipeg International Airport an das überregionale Straßennetz anschließt. Die Route führt nun einmal quer durch das Zentrum der Stadt, kreuzt ein letztes Mal den Assiniboine River kurz vor dessen Mündung in den Red River of the North, der kurz danach auch gequert wird. An der östlichen Stadtgrenze trifft der Highway wieder auf die Ringumfahrung (Perimeter Highway) und führt Richtung Südosten bis bei Paradise Village, danach wieder nach Osten. Weiter durch die Ebenen der Prärielandschaft Manitobas führt die Route nun zum Whiteshell Provincial Park. Kurz nach Überschreiten der Parkgrenze wird der Highway bei Falcon Lake dann zweispurig, der vierspurige Ausbau ist jedoch in Planung. Er endet an der Provinzgrenze zu Ontario und führt weiter als Ontario Highway 17.

## Sehenswertes

### Winnipeg
Winnipeg ist die größte Stadt der Provinz und liegt am Zusammenfluss vom Assiniboine River und dem Red River of the North. Außer den zahlreichen Parkanlagen, die es in Winnipeg gibt, lädt noch eine Vielzahl an Museen zum Besuch. Besonders erwähnenswert dabei ist das Kanadische Museum für Menschenrechte.

### Whiteshell Provincial Park
Der Whiteshell Provincial Park ist vorgeschlagen, zum UNESCO-Welterbe ernannt zu werden. Zahlreiche Beobachtungsmöglichkeiten für Flora und Fauna sind gegeben, darüber hinaus besteht die Möglichkeit, sich über die Geschichte und Kultur der dort ansässigen First Nations zu informieren.